# LIV Golf
LIV Golf (/lɪv/)  (em pt: LIV Golfe) é um tour professional de golfe masculino sediado na Arábia Saudita, financiado pelo Public Investment Fund do país. Foi de forma controversa apelidado de superliga devido aos montantes oferecidos aos jogadores de outros tours para ingressarem no LIV.  É uma liga rival do PGA Tour (Estados Unidos) e do DP World Tour (Europa). 
O nome LIV advém da numeração romana, sendo 54 a pontuação obtida por um golfista fazendo sempre par num campo de 72, todos os do LIV. 

## LIV Invitational

### 2022
| No. | Data        | Torneio    | Campo                               | Localização    | Prémio ($) | Prémio ($) | Vencedor                | Notas                 |
| No. | Data        | Torneio    | Campo                               | Localização    | Individual | Equipa     | Vencedor                | Notas                 |
| --- | ----------- | ---------- | ----------------------------------- | -------------- | ---------- | ---------- | ----------------------- | --------------------- |
| 1   | 11 junho    | Londres    | Centurion Club                      | Reino Unido    | 20,000,000 | 5,000,000  | Charl Schwartzel        |                       |
| 2   | 3 julho     | Portland   | Pumpkin Ridge Golf Club             | Oregon         | 20,000,000 | 5,000,000  | Brandon Grace           |                       |
| 3   | 31 julho    | Bedminster | Trump National Golf Club Bedminster | Nova Jersey    | 20,000,000 | 5,000,000  | Henrik Stenson          |                       |
| 4   | 4 setembro  | Boston     | The International Golf Club         | Massachusetts  | 20,000,000 | 5,000,000  | Dustin Johnson          |                       |
| 5   | 18 setembro | Chicago    | Rich Harvest Farms                  | Illinois       | 20,000,000 | 5,000,000  | Cameron Smith           |                       |
| 6   | 9 outubro   | Bangkok    | Stonehill                           | Tailândia      | 20,000,000 | 5,000,000  | Eugenio Chacarra (MENA) |                       |
| 7   | 16 outubro  | Jeddah     | Royal Greens Golf & Country Club    | Arábia Saudita | 20,000,000 | 5,000,000  | Brooks Koepka (MENA)    |                       |
| 8   | 30 outubro  | Miami      | Trump National Doral Miami          | Flórida        | 30,000,000 | 50,000,000 | 4Aces GC                | Campeonato de equipes |

## LIV Golf League

### 2023
| No. | Data                  | Torneio          | Campo                               | Localização        | Prémio ($) | Prémio ($) | Vencedor           | Equipe Vencedora | Notas                                                                   |
| No. | Data                  | Torneio          | Campo                               | Localização        | Individual | Equipa     | Vencedor           | Equipe Vencedora | Notas                                                                   |
| --- | --------------------- | ---------------- | ----------------------------------- | ------------------ | ---------- | ---------- | ------------------ | ---------------- | ----------------------------------------------------------------------- |
| 1   | 26 fevereiro          | Mayakoba         | El Camaleon                         | México             | 20,000,000 | 5,000,000  | Charles Howell III | Crushers GC      | Torneio também faz parte do tour MENA (Médio Oriente e Norte da África) |
| 2   | 19 março              | Tucson           | The Gallery Golf Club               | Arizona            | 20,000,000 | 5,000,000  | Danny Lee          | Fireballs GC     | Torneio também faz parte do tour MENA (Médio Oriente e Norte da África) |
| 3   | 2 abril               | Orlando          | Orange County National              | Flórida            | 20,000,000 | 5,000,000  | Brooks Koepka      | Torque GC        | Torneio também faz parte do tour MENA (Médio Oriente e Norte da África) |
| 4   | 23 abril              | Adelaide         | The Grange Golf Club                | Australia          | 20,000,000 | 5,000,000  | Talor Gooch        | 4Aces GC         | Torneio também faz parte do tour MENA (Médio Oriente e Norte da África) |
| 5   | 30 abril              | Singapura        | Sentosa GC                          | Singapura          | 20,000,000 | 5,000,000  | Talor Gooch        | RangeGoats GC    | Torneio também faz parte do tour MENA (Médio Oriente e Norte da África) |
| 6   | 14 maio               | Tulsa            | Cedar Ridge CC                      | Oklahoma           | 20,000,000 | 5,000,000  | Dustin Johnson     | Stinger GC       | Torneio também faz parte do tour MENA (Médio Oriente e Norte da África) |
| 7   | 28 maio               | Washington, D.C. | Trump National GC                   | Washington, D.C.   | 20,000,000 | 5,000,000  | Harold Varner III  | Torque GC        | Torneio também faz parte do tour MENA (Médio Oriente e Norte da África) |
| 8   | 2 julio               | Andaluzia        | Real Club Valderrama                | Espanha            | 20,000,000 | 5,000,000  | Talor Gooch        | Torque GC        | Torneio também faz parte do tour MENA (Médio Oriente e Norte da África) |
| 9   | 9 julho               | Londres          | Centurion Club                      | Reino Unido        | 20,000,000 | 5,000,000  | Cameron Smith      | 4Aces GC         | Torneio também faz parte do tour MENA (Médio Oriente e Norte da África) |
| 10  | 6 agosto              | Greenbrier       | Old White Course                    | Virgínia Ocidental | 20,000,000 | 5,000,000  | Bryson DeChambeau  | Torque GC        | Torneio também faz parte do tour MENA (Médio Oriente e Norte da África) |
| 11  | 13 agosto             | Bedminster       | Trump National Golf Club Bedminster | Nova Jersey        | 20,000,000 | 5,000,000  | Cameron Smith      | Ripper GC        | Torneio também faz parte do tour MENA (Médio Oriente e Norte da África) |
| 12  | 24 setembro           | Chicago          | Rich Harvest Farms                  | Illinois           | 20,000,000 | 5,000,000  | Bryson DeChambeau  | Crushers GC      | Torneio também faz parte do tour MENA (Médio Oriente e Norte da África) |
| 13  | 15 outubro 5 novembro | Jeddah           | Royal Greens Golf & Country Club    | Arábia Saudita     | 20,000,000 | 5,000,000  | Brooks Koepka      | Fireballs GC     | Torneio também faz parte do tour MENA (Médio Oriente e Norte da África) |
| 14  | 22 outubro            | Miami            | Trump National Doral Miami          | Flórida            | 30,000,000 | 50,000,000 | Crushers GC        | Crushers GC      | Campeonato de equipes                                                   |